# Carl Larsson
Carl Larsson (Estocolmo, 28 de mayo de 1853-Falun, 22 de enero de 1919) fue un pintor y diseñador de interiores sueco. Considerado una celebridad en su país natal, destacaba en la pintura acuarelista y el diseño.

## Biografía
Su infancia fue un continuo ir y venir rodeado de miseria: sus padres carecían de ingresos económicos y apenas podían mantener a Carl y a su único hermano, Johan. De hecho, Carl tuvo que acudir a una escuela para pobres, la posterior escuela primaria de Ladugårdsland. El cólera, la enfermedad, la vida en los barrios bajos y la suciedad eran constantes en el entorno del joven Larsson.
Por suerte, en 1866 tuvo la oportunidad de ir a la Academia de Arte de Estocolmo; en este curso preparatorio obtuvo hasta 12 medallas por su calidad como dibujante, pudiendo así optar a un curso de dibujo antiguo. En 1871, simultaneando sus estudios en la Academia, trabaja en el estudio fotográfico de los hermanos Roesler, y como dibujante en la revista humorística Kasper.
Durante de la década de los setenta del siglo XIX, estuvo realizando numerosas ilustraciones para libros; sin embargo, alrededor de 1877, tras viajar a París por primera vez, se ve sumido en la pobreza e incluso piensa en el suicidio.[cita requerida]
En 1882, al trasladarse a la colonia de artistas en Grez-sur-Loing, a 70 km de París, conoce a la que será su musa y gran apoyo moral para el resto de su vida, la también artista sueca Karin Bergöö. Después de conocerla y casarse con ella, comienza a recibir encargos, como el de decorar el techo y las lunetas del palacio Bolinder, en Blasieholmshammen; además, realiza varios viajes que ayudan a conformar su talante artístico, visitando sucesivamente Suecia, Italia y Londres.

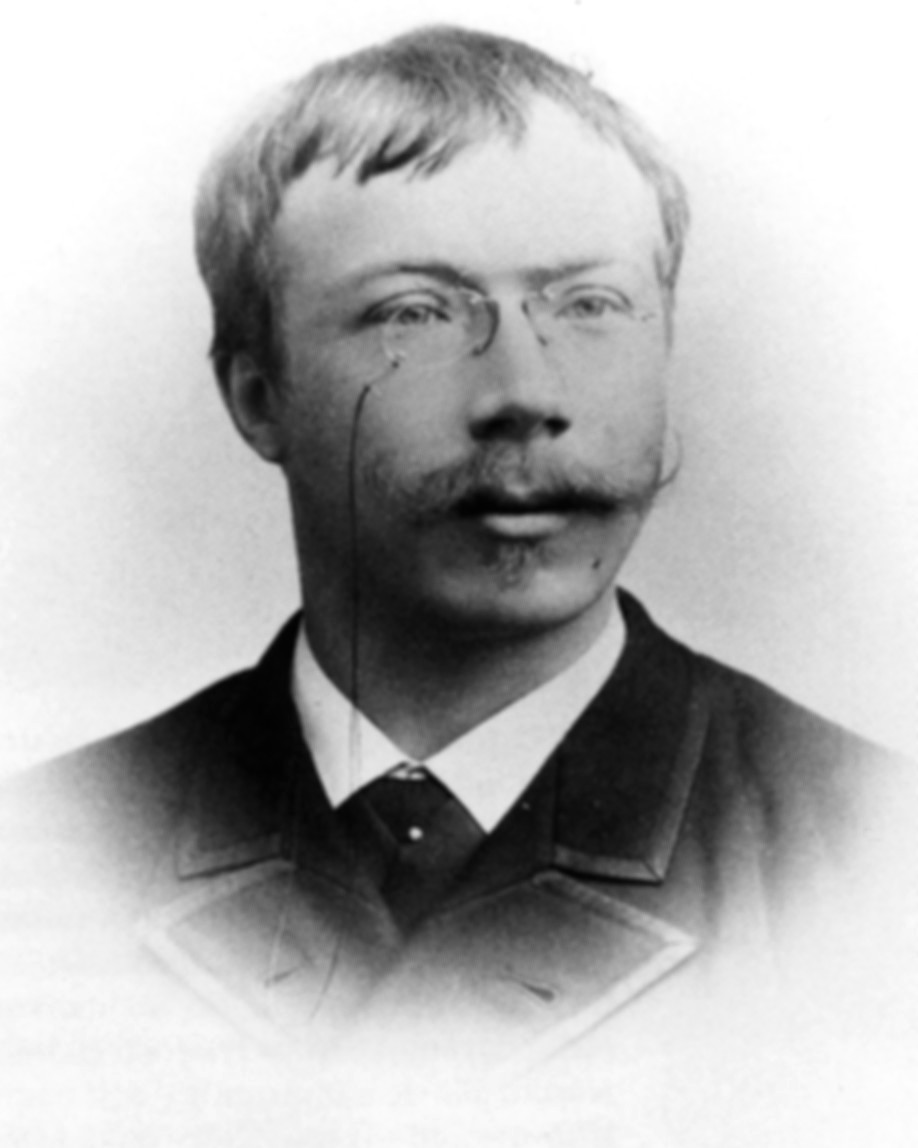
Carl Larsson en 1882

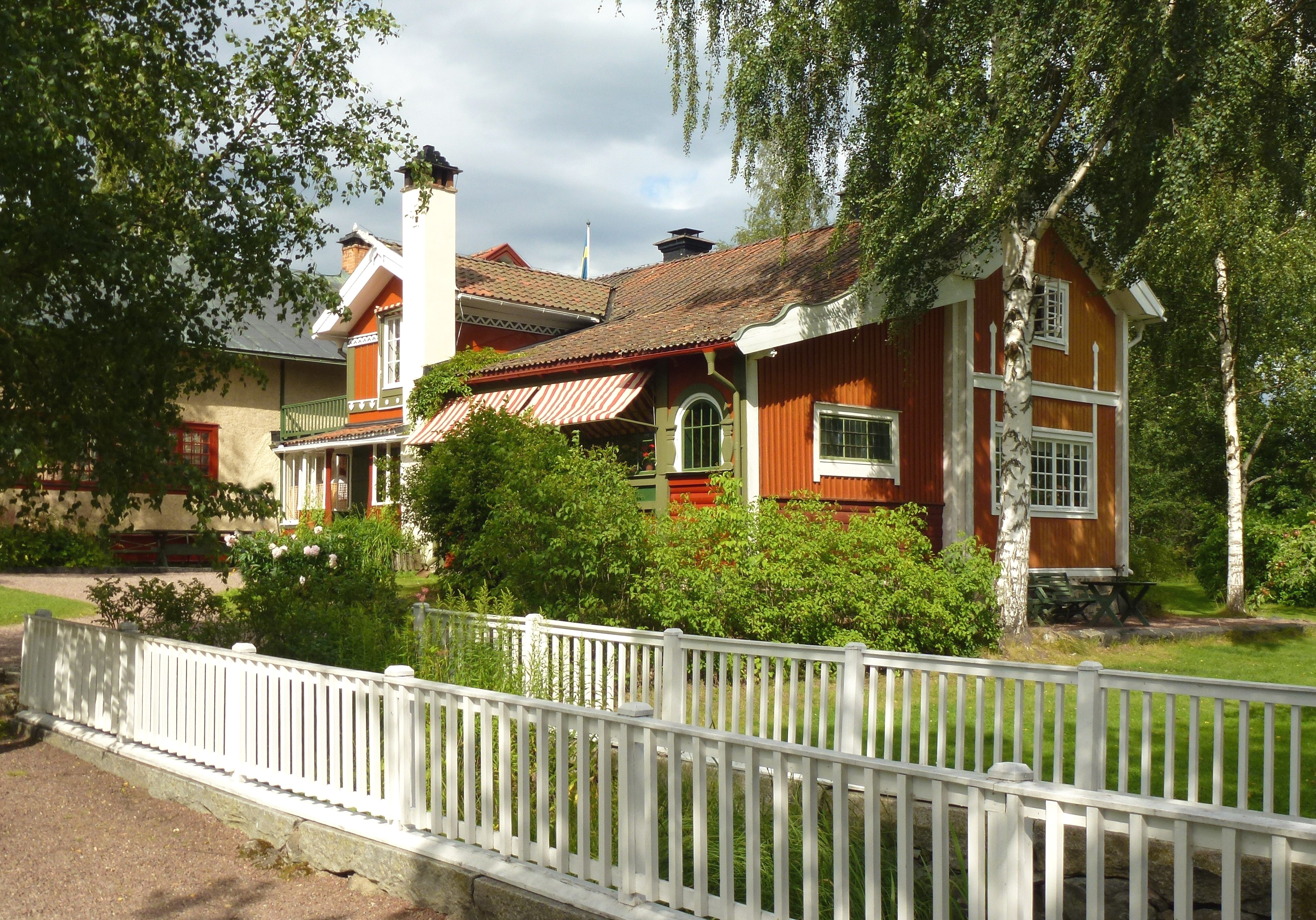
La casa-museo de Larsson, Lilla Hyttnäs, en 2012.

En 1888 el padre de Karin les regala Lilla Hyttnäs, una casa en Sundborn, hoy casa-museo de Larsson, la cual reflejó innumerables veces en sus acuarelas, como símbolo de la felicidad familiar y de la prosperidad, premio a su infancia y adolescencia miserable y empobrecida. En 1899, Larsson publicaría el libro Ett Hem (Un hogar) con 24 acuarelas basadas en la vida de su familia en la casa y su jardín. Fue muy popular desde su misma publicación, convertiría en una de los libros de más ventas en la historia de Suecia.
El estilo de Carl Larsson, que bebe del realismo de Barbizon, de la tarjeta postal y del Modernismo a partes iguales, cautivó a la época por la ternura que evocan sus numerosísimas ilustraciones donde representaba a su esposa y a los siete hijos que tuvo con ella: Suzanne, Ulf, Pontus, Lisbeth, Brita, Mats –que falleció con dos meses de edad, en 1895– Kersti y Esbjörn, nacido en 1900. Estos niños llegaron a ser tan populares que casi fueron tomados como personajes con identidad propia del arte de entonces. 

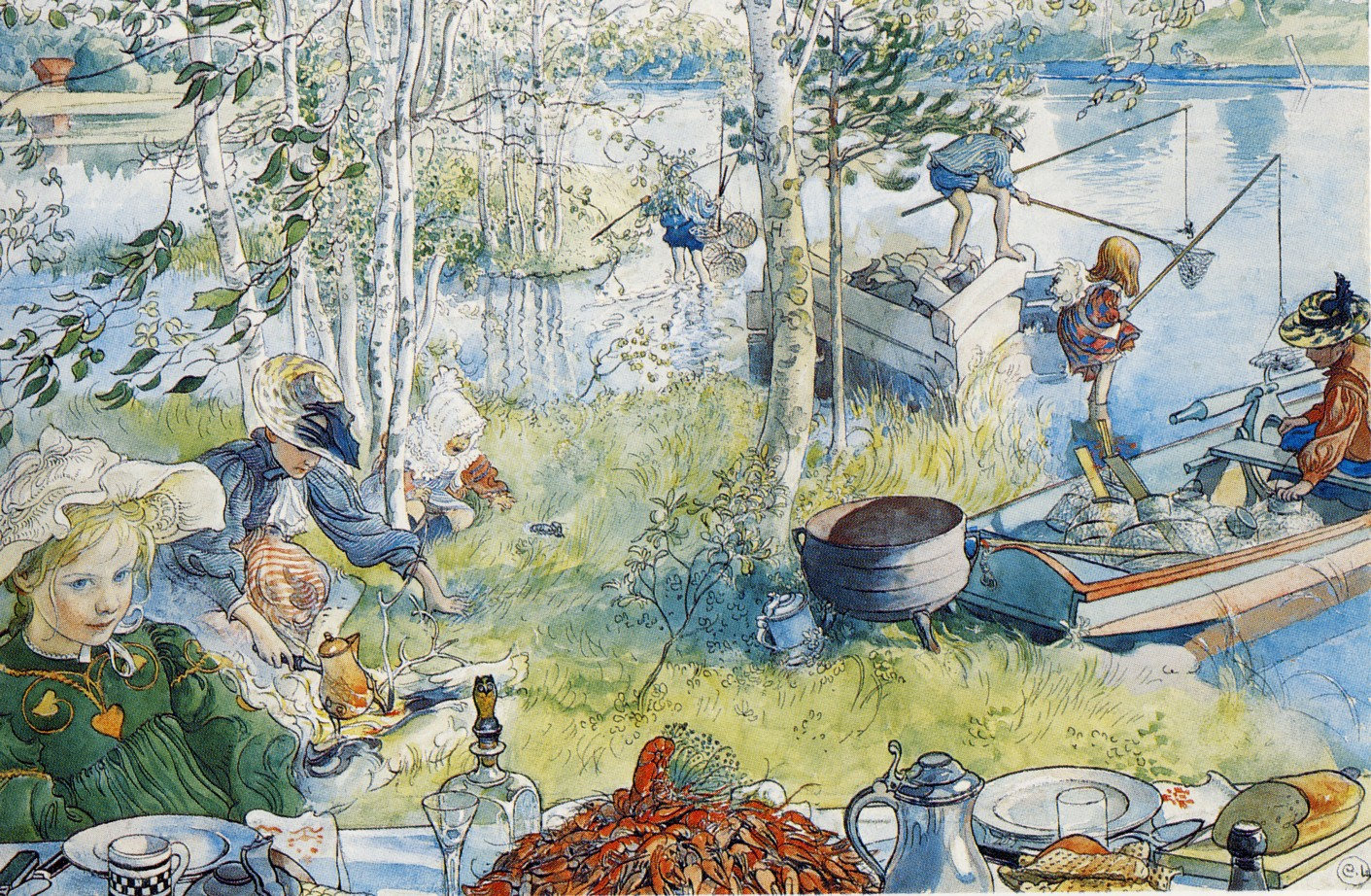
Kräftskiva –Fiesta del cangrejo del río– (c. 1894). Larsson acompañó este cuadro con un verso:
Vivir en Suecia,
En pradera y valle,
En bosques, en lagos,
En el salón de las hojas verdes,
Ves, ¡eso es vivir!

Su principal objetivo como artista era representar el "lado amable de la vida", después de toda una época de penurias: escenas cotidianas, cargadas de ternura y calidez, de su esposa con sus hijos, los niños jugando, los veranos en la playa, interiores del hogar, etc. El personal estilo de decoración de Karin y de Larsson dio como fruto una manera completamente moderna de acondicionar y estructurar una casa, de forma que fueron considerados verdaderos "diseñadores" de interiores, adelantados a su tiempo: colores cálidos, interiores plenos de luz, vajillas sencillas y demás detalles contrastaban con el estilo oscuro, recargado y victoriano de otros hogares de la misma época.

## Controversia

Midvinterblot (640 cm × 1360 cm). Museo Nacional de Estocolmo.

A partir de 1896, Larsson realizó una serie de frescos para el Museo Nacional de Estocolmo. Sin embargo, en 1911, un comité del museo rechazó los esbozos de lo que Larsson consideraba su obra maestra, Midvinterblot (Sacrificio en pleno invierno), de 6.4 x 13.6 metros. En sus memorias póstumas, Jag (1931) Larsson escribió:
¡El destino del Midvinterblot me destrozó! Lo confieso con rabia contenida. Sin embargo, era para mejor —me lo dice mi intuición ahora, una vez más— ya  que, algún día, esta obra, con todos sus puntos débiles, será honrada con una ubicación mucho mejor cuando yo ya no esté.
Aunque la obra fue expuesta durante un periodo de prueba, no exento de controversia, al final fue rechazado definitivamente y, tras la muerte de Larsson en 1919, fue trasladada a Lund. En 1983-84, fue restaurada y expuesta en el Museo de Historia de Suecia, en Estocolmo, hasta su compra por un tratante quien lo ofreció al Museo Nacional. Al no aceptarla, fue subastada y adquirido por un coleccionista japonés, quien lo prestó al Museo Nacional para la exhibición dedicada a Larsson en 1992. Finalmente, fue comprada en 1997 por el Museo Nacional, donde se exhibe desde entonces.

## Obras
Larsson trabajó principalmente a la técnica de la acuarela.
- 1871-1880 Dibujos para la revista Kasper.[4]
- 1875 Ilustraciones para varios cuentos infantiles y dramas.
- 1879 Decoración del techo y de las lunetas del palacio Bolinder.
- 1881 Ilustraciones para El pueblo sueco los días de diario y de fiesta, de Strindberg.
- 1882-1883 Serie de las Acuarelas de Grez, premiadas en el Salón de París.
- 1884 Acuarelas e ilustraciones para el libro de poesías de Anna Maria Lenngren.
- 1888 Trabajos para el Tríptico de Fürstenberg.
- 1889 Termina todo un recopilatorio que empezó en 1875 de reportajes para la revista Ny Illustrerad Tidnig. En este mismo año hace los bocetos, premiados con la medalla de primera clase de la Exposición Universal de París, para los frescos de la escalera del Museo Nacional de Estocolmo.
- 1890: Murales para la escuela femenina de Gotemburgo.
- 1891 Ilustración para Intrigas y amor de Friedrich Schiller.
- 1894 Ilustra Singoalla, de Viktor Rydberg.
- 1896 Termina los frescos del Museo Nacional de Estocolmo.
- 1898 Cartones para la escuela Norra Latin de Estocolmo, y concluye las pinturas del techo y lunetas del vestíbulo de la Ópera de Estocolmo.
- 1899 Libro de acuarelas Ett Hem (Un hogar).[4]
- 1902 Publica su libro de ilustraciones sobre su familia Larssons.[4]
- 1904 Comienza el libro Spad-arfvet, mitt lilla landtbruk, sobre su vida en familia, y realiza otros bocetos para el Museo Nacional de Estocolmo.
- 1906 Decoración del techo del nuevo teatro dramático de Estocolmo.
- 1907 Álbum de ilustraciones La mujer sueca en las diferentes épocas.
- 1908 Retrato de Selma Lagerlöf
- 1908 Karin frente la playa
- 1910 Aparece Åt solsidan[4] (Solana).
- 1913 Álbum Hijos de otra gente.[4]
- 1916 Retrato de K. O. Bonnier.

## Galería de imágenes

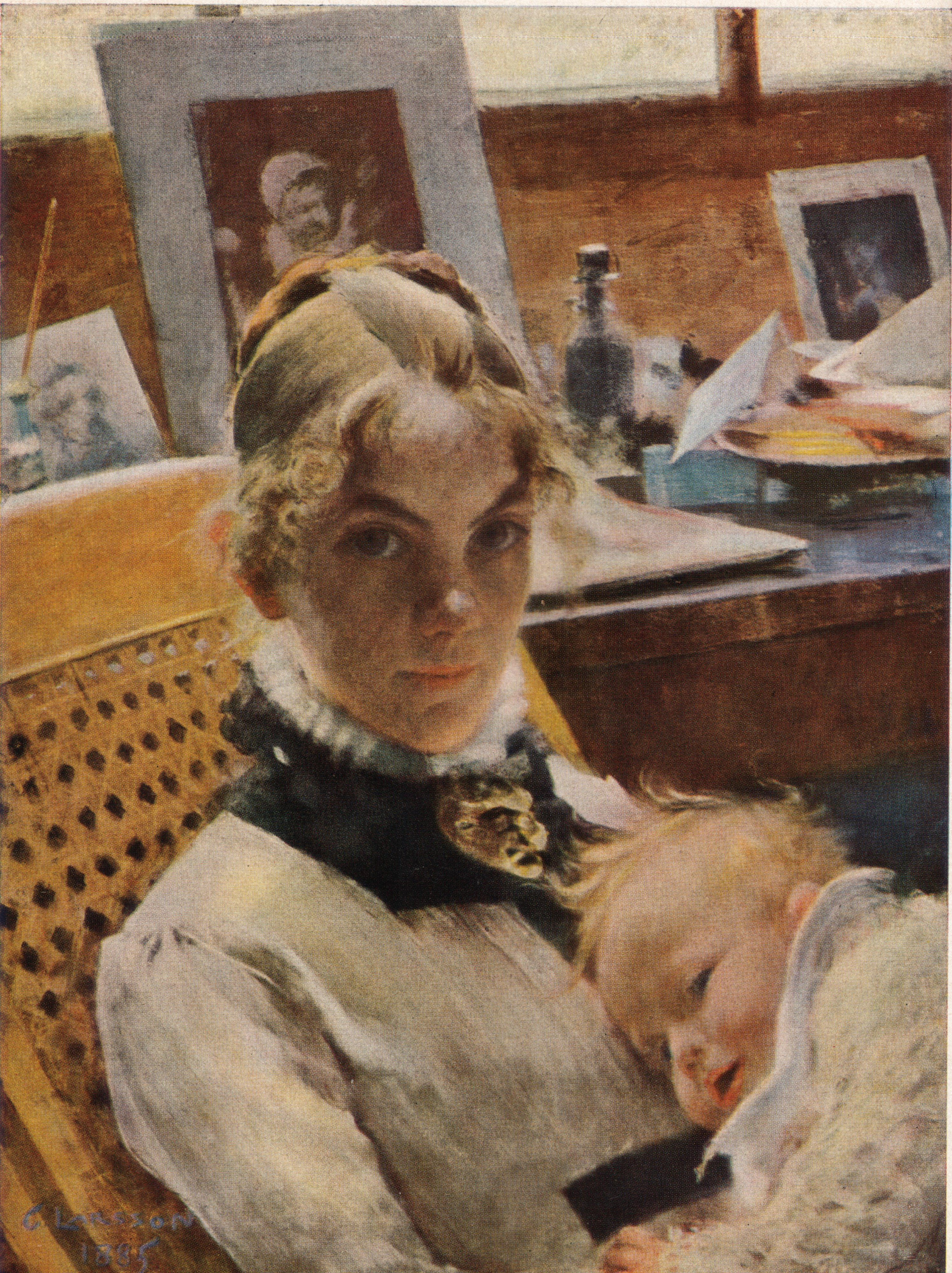
Un estudio idílico. La esposa del artista con su hija Suzanne (1885)
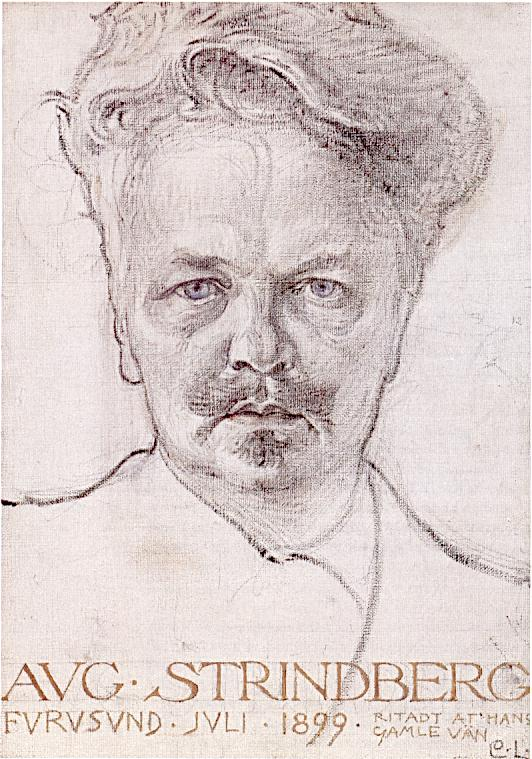
Retrato de August Strindberg en carboncillo y óleo (1899)
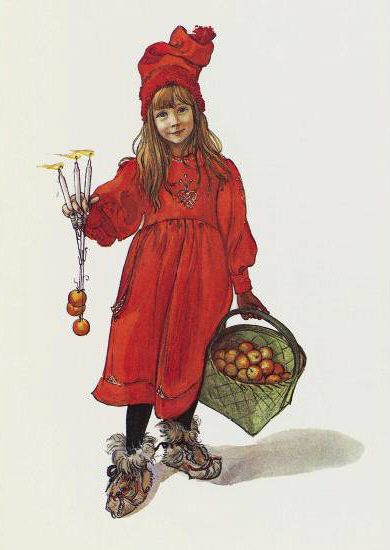
Brita vestida como Iduna. Portada de la edición navideña de la revista Idun (1901)
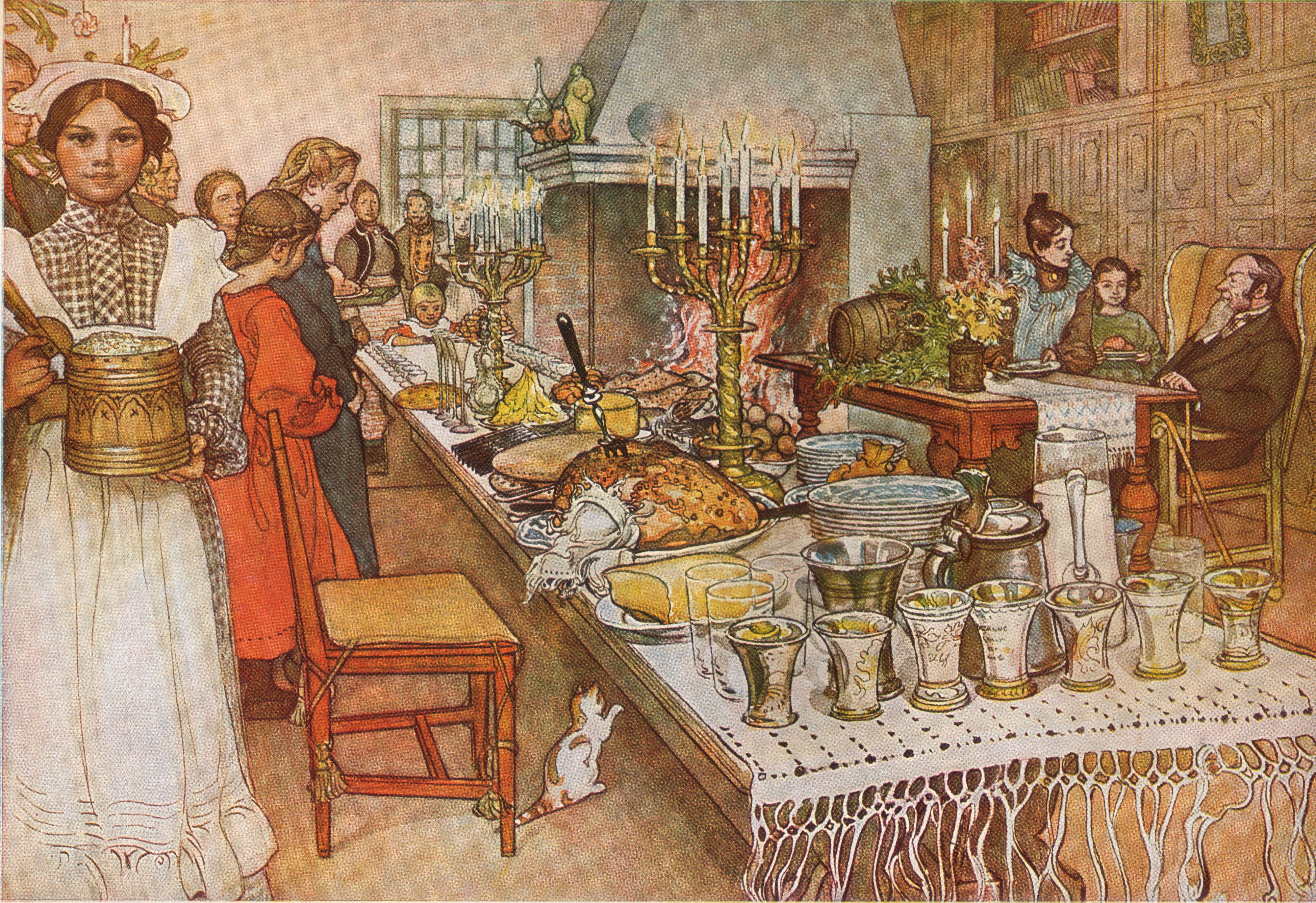
Julaftonen –Nochebuena– (1904)
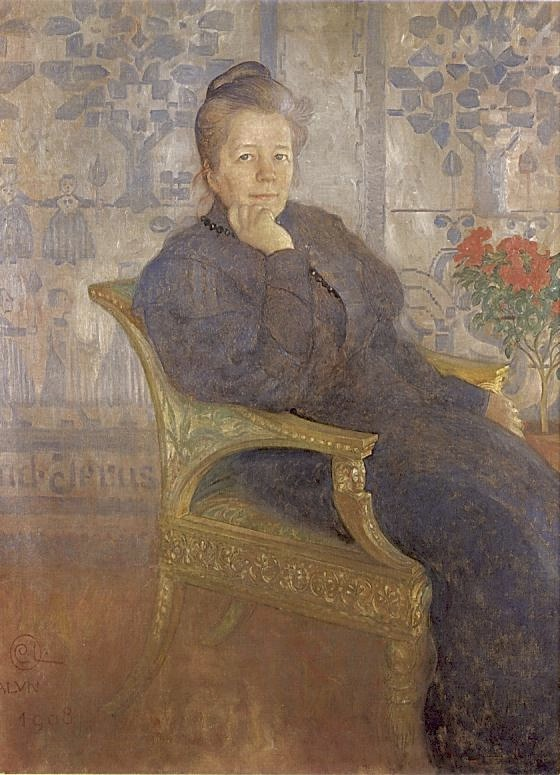
Retrato de Selma Lagerlöf (1908)
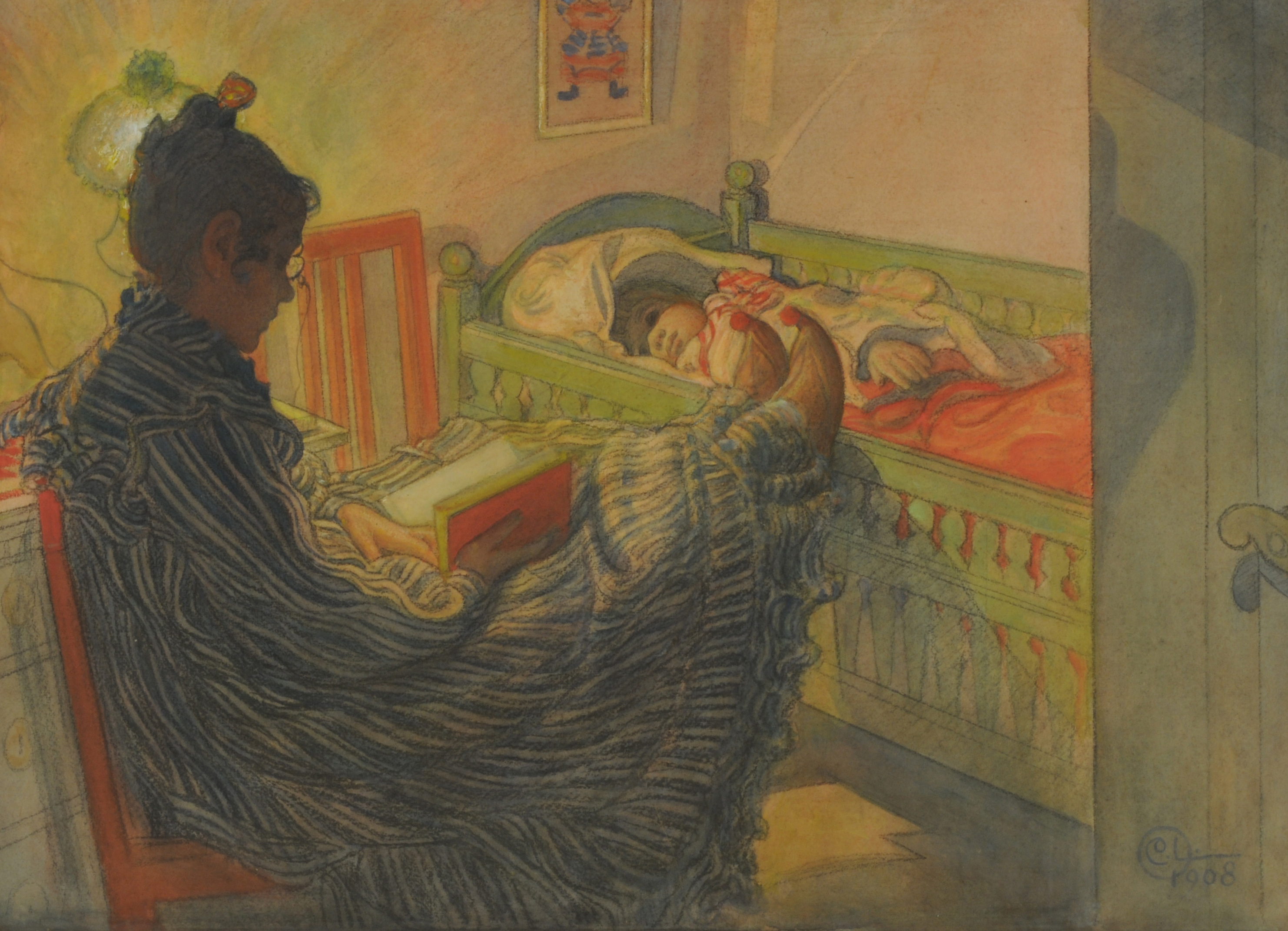
El supuesto enfermo (1908) Museo Nacional de Bellas Artes (Buenos Aires)
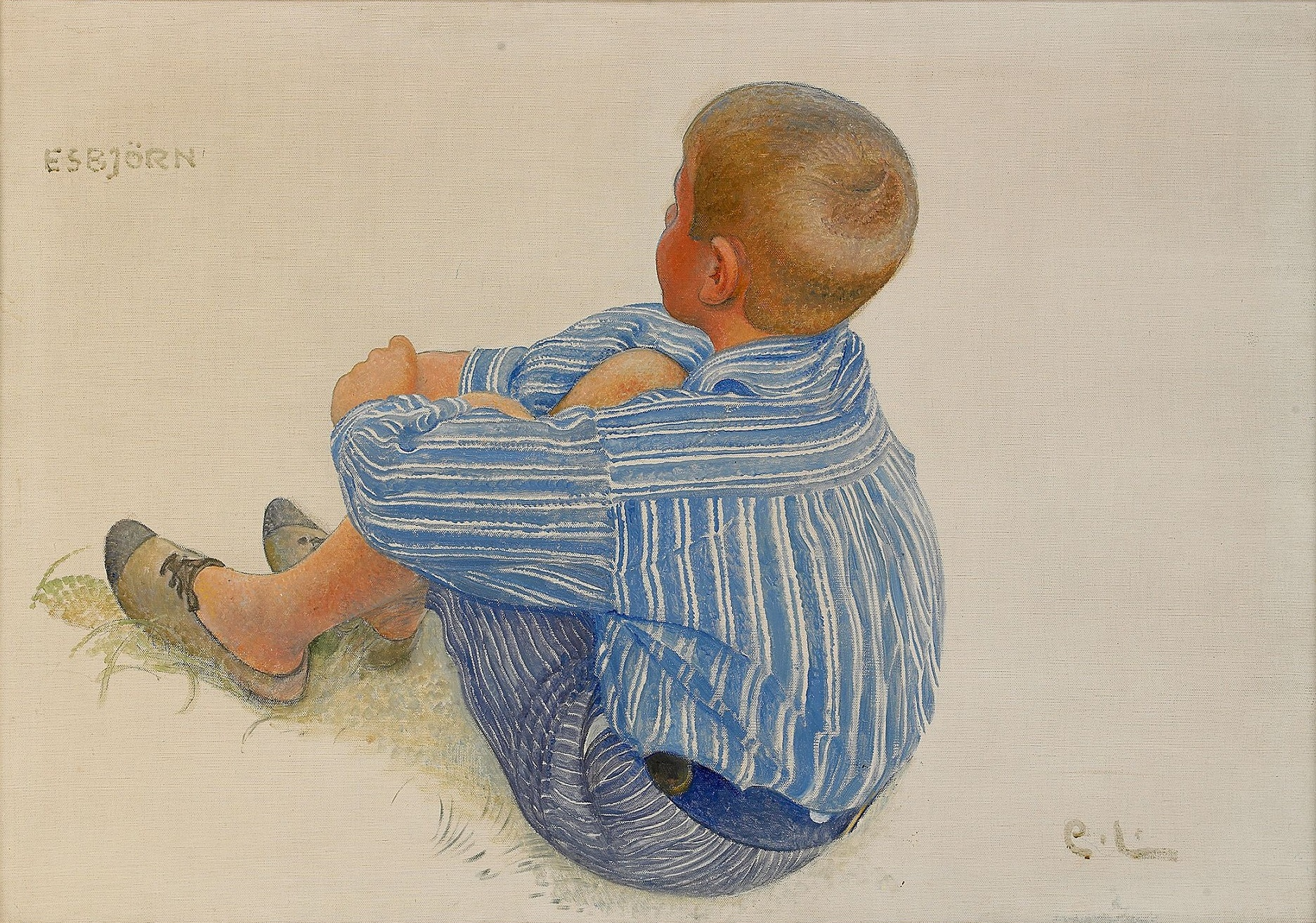
Esbjörn (1910)
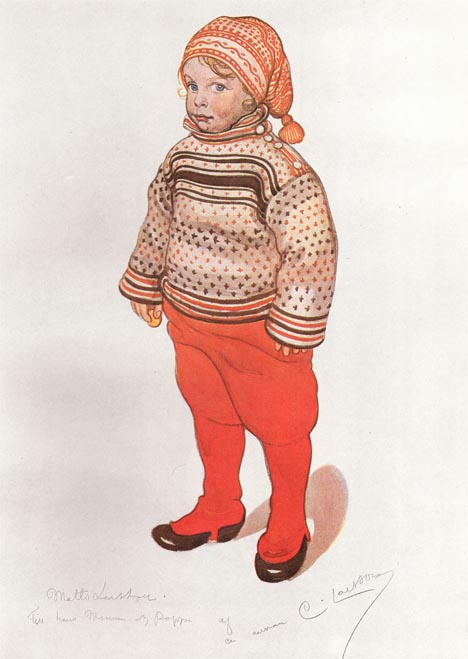
Matts Bergom Larsson –hijo del político Yngve Larsson– (1911-12)

### Acuarelas publicadas enUn hogar(1899)

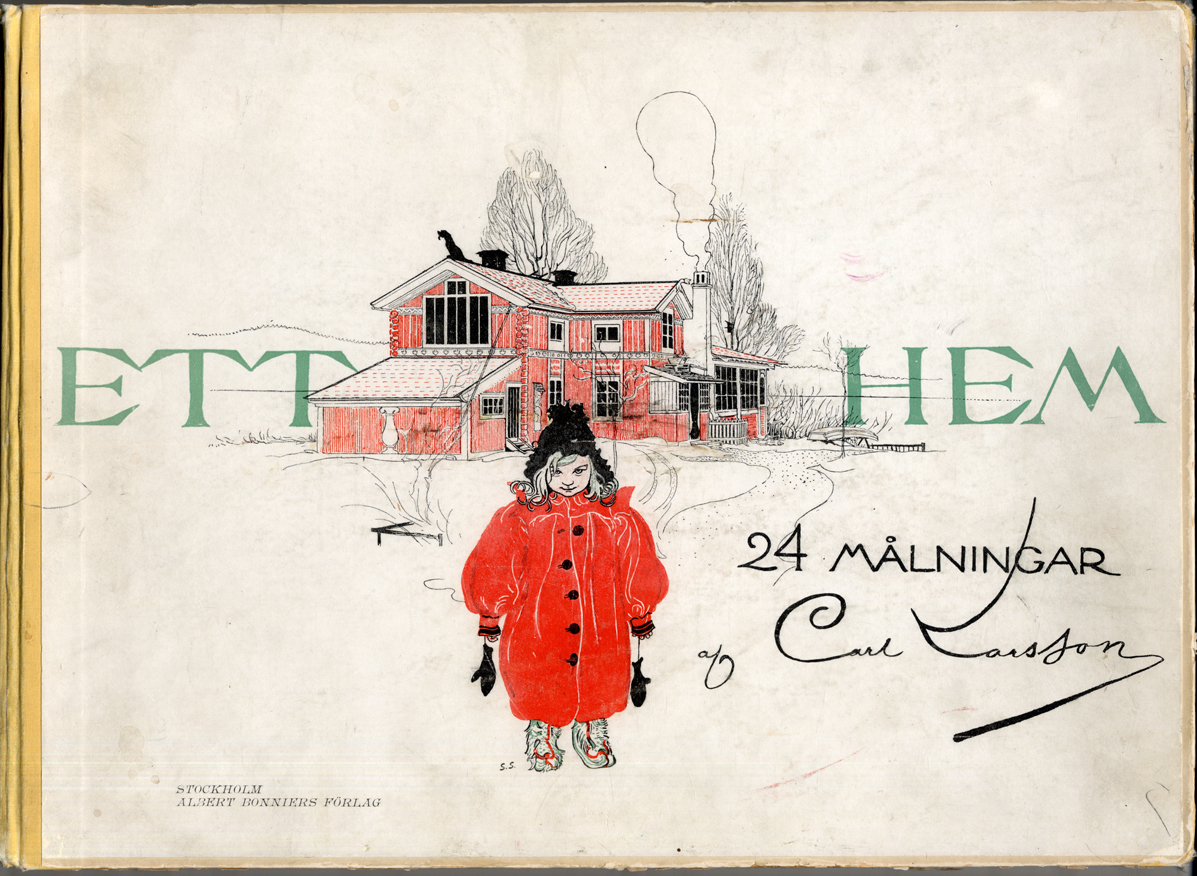
Portada del libro (1899)
Frukost under stora björken –Desayuno debajo del gran abedul– (1896)
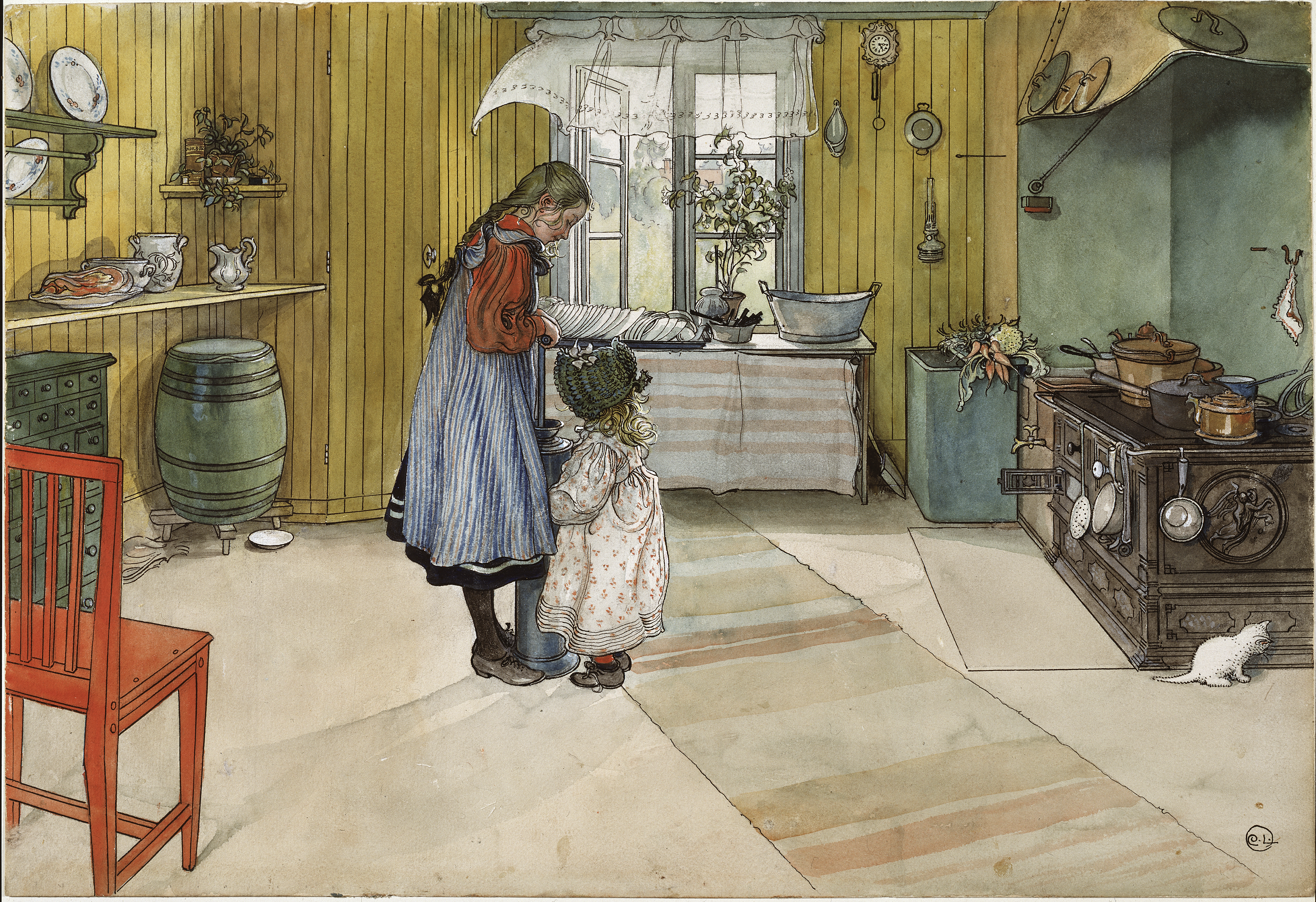
Köket –La cocina– (c. 1898)
Ateljén, ena hälften –El estudio, la mitad– (1899)
Ateljén, andra hälften –El estudio, la otra mitad– (1899)
Stugan –La casita– (1899)

#### Acuarelas de la serieUn hogarno publicadas en la primera edición de 1899

Lisbeth metar –Lisbeth pescando– (1898)
Friluftsateljé –Estudio al aire libre– (1899)

### Acuarelas publicadas enLarssons(1902)

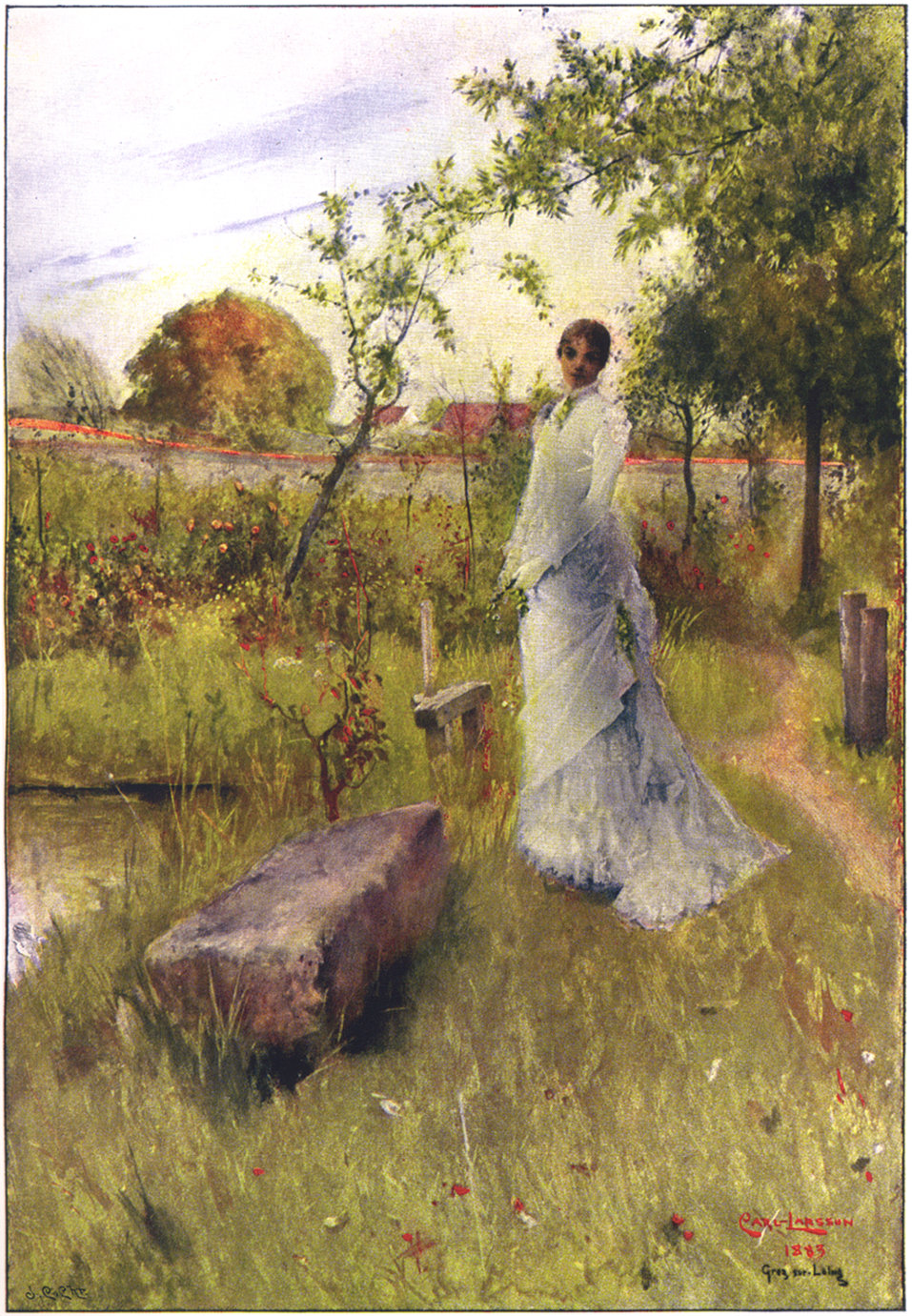
Bruden –La novia– (1883)
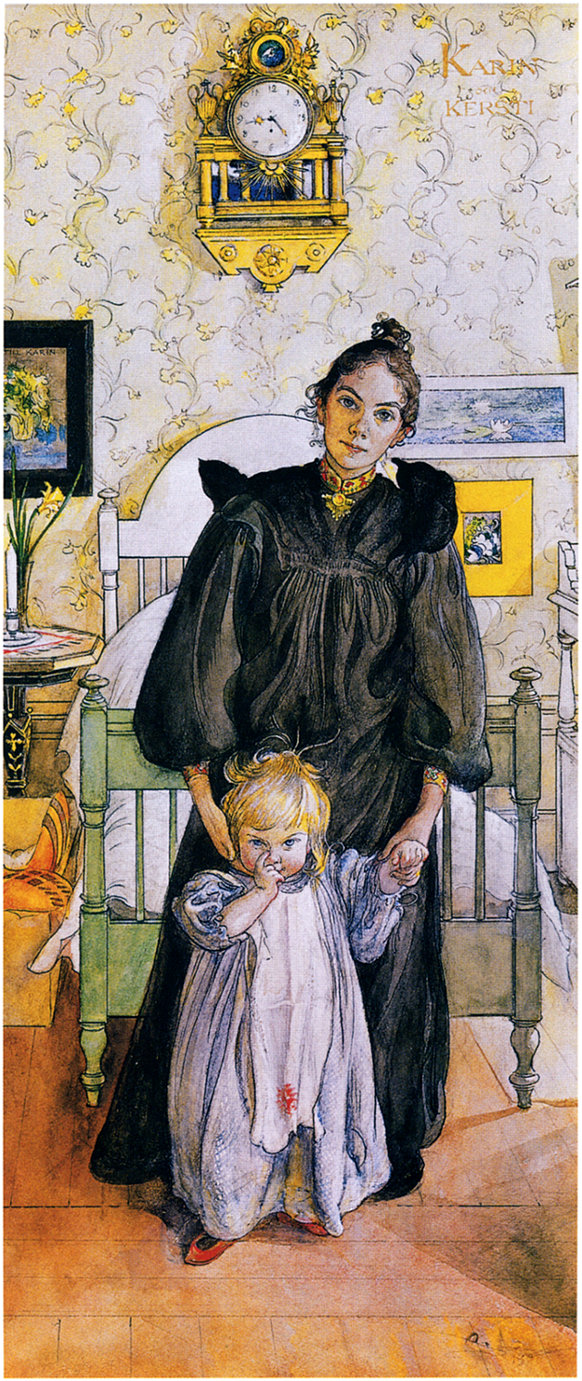
Karin y Kersti (1898)